# A fáraó átka

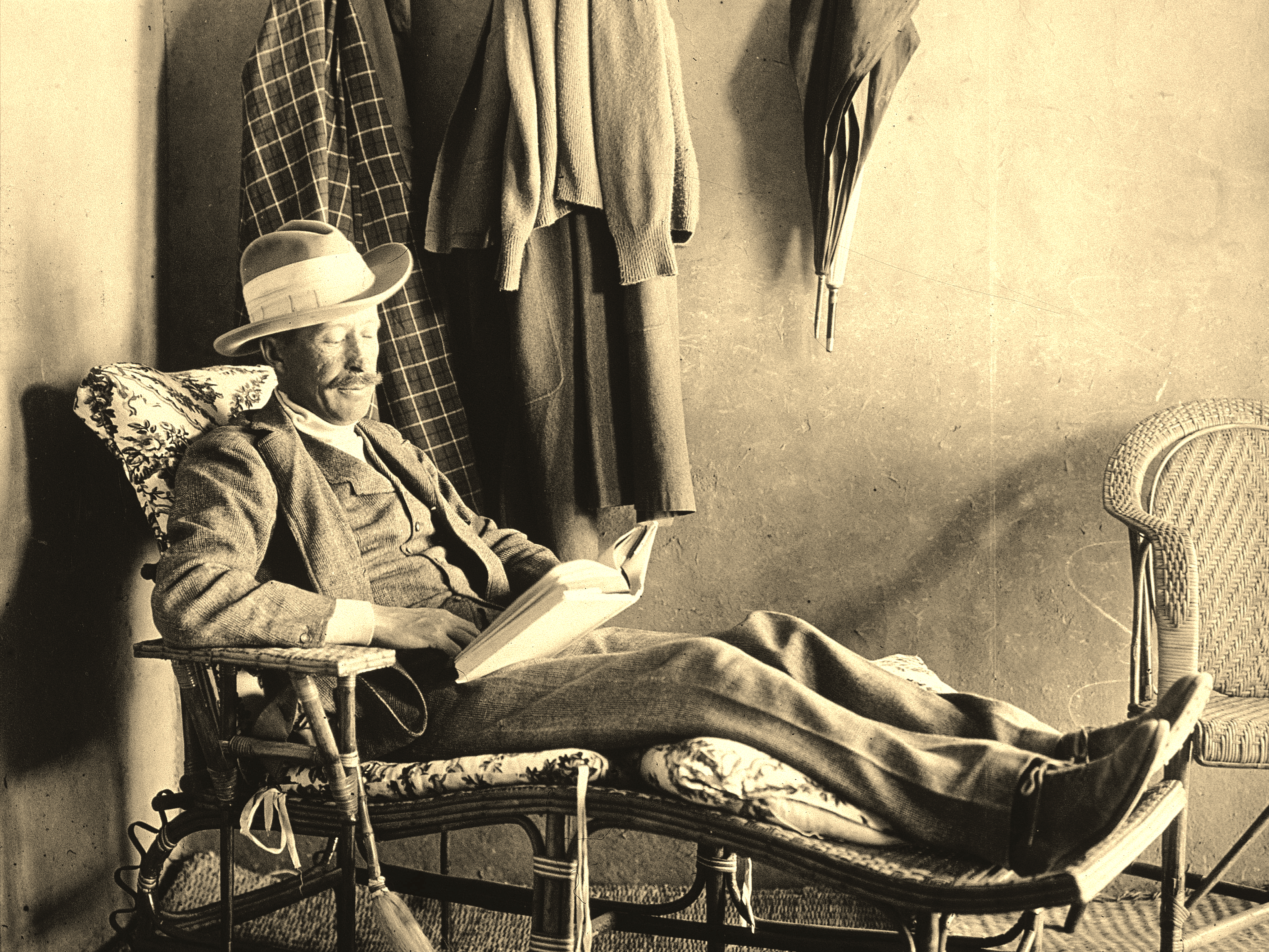
Lord Carnarvon

A fáraó átka egy közismert legenda, amely Tutanhamon sírjának felfedezéséhez kapcsolódik, de csak jóval az esemény után terjedt el, mivel a fáraó átka igen lassan „dolgozott”. 1922 novemberében Howard Carter régész és Lord Carnarvon fedezte fel a sírt. A régészetben egyébként járatlan újságírók szerint az ókori egyiptomi temetkezési szokások része volt, hogy a sírok bejáratára valamilyen átkot írtak. Tutanhamon sírjának bejáratán szerintük a következő felirat állt: „A halál szárnya meglegyinti azt, aki megzavarja a fáraó álmát.” A hír szerint a régészek nem törődtek a felirattal, és feltörték a pecséteket
A felirat ötlete az óbirodalmi sírok jellegzetes sírfelirataiból ered. Anhtifi sírjában például „minden uralkodó, aki... megteszem a gonoszságot és bűnt, ha ez a koporsó... Hemen nem fogadja el az istenek felajánlását, és az ifjúság örököse nem örököl”. Ezt az Óbirodalom végén keletkezett szöveget azonban hat évszázad múlva követte Tutanhamon sírjának építése, amikor már a bejáratra egyáltalán nem írtak. A Királyok völgye sírjai nem voltak szem előtt. Az átokformulák ebben az időben inkább Szíriára és Anatóliára jellemzőek, ahol a sztélék és egyéb építmények lerombolása elleni védekezés céljából írtak átkokat. Ezek pedig a hettita királyfeliratok jellegzetes formakincséhez tartoztak.
Az azték uralkodó, akinek neve nem közismert, sírját az angol James Thompson és három társa találta meg. A négy kutató néhány nappal a felfedezés után rejtélyes körülmények között meghalt. Az esetet a király átkaként ismerik, mert a sír ajtaja felett ez volt kiírva azték írással. Mivel a sír a második világháborúban elpusztult, a nyomozást még mindig nem zárták le. Örök rejtély marad ez a szörnyű legenda.

## A legenda
1923. április 5-én meghalt Lord Carnarvon egy légy csípése által okozott vérmérgezésben. Kairóban elterjedt a pletyka, hogy a halált igazából skorpiómarás okozta. A skorpiók az ókori Egyiptomban szent állatok voltak. Lord Carnarvont kórházba vitték, s állítólag többször is Tutanhamon nevét mondogatta. Majd egyszer csak felkiáltott: „Vége, hallom a hívást, készülök!” Abban pillanatban kialudtak a lámpák és (a legenda szerint) Londonban élő kutyája fájdalmasan felvonyított, majd kimúlt. A nővér elment visszakapcsolni az áramot, mire visszaért, Lord Carnarvon már meghalt. A fellahok átokról kezdtek beszélni, és ez a sajtónak köszönhetően az egész világon elterjedt. Pár héttel ezután Audrey Herbert ezredes, Lord Carnarvon öccse halt meg, majd az őt ápoló nővér következett.
Howard Carter kanáriját kobra marta meg, de a kígyó eltűnt. Meghalt Richard Bethell is, aki Carter személyi titkára volt, ezután Bethell apja is meghalt. Majd Jafleur professzor halt meg, aki a sírból előkerült tárgyakat vizsgálta. Arthur Cruttenden Mace is meghalt, aki éppen csak belépett a sírba. Evelyn White depressziós lett, majd felakasztotta magát. Douglas Reed és Douglas Derry professzorok is meghaltak, majd őket követte Lord Carnarvon felesége. A hatóságok nyugtalankodtak, és egy őrt küldtek a sírhoz, aki szintén meghalt.
Összesen 26 halálesetet kapcsolnak a fáraó átkához, mivel a sírkamra kinyitásánál ennyien voltak jelen. A kevésbé misztikus beállítottságú tudósok még tudományos elméleteket is felállítottak, hogy mi okozhatta ezeket az elhalálozásokat. A sírból felszálló ókori por mikroorganizmusait, radioaktív anyagból készült tárgyakat, vagy radioaktív ércteléreket, és sok hasonló vad ötletet sorakoztattak fel.

## A valóság
- Lord Carnarvon 1923. április 5-én, 56 évesen halt meg, ami nem magas kor. Azonban éppen azért tartózkodott sokat Egyiptomban, mert beteg volt, és orvosa tanácsára a teleket töltötte a melegebb és száraz éghajlaton. 1921-ben két súlyos műtéten is átesett.
- George Jay Gould 1923. május 16-án tüdőgyulladásban hunyt el a francia riviérán.
- Ali Kamel Fahmit 1923. július 23-án a felesége lőtte fejbe.
- Audrey Herbert 1923. szeptember 26-án egy fogászati kezelés után vérmérgezésben halt meg.
- Woolf Joelt 1923. november 13-án lelőtték Johannesburgban.
- Archibald Douglas-Reid radiológus 1924. január 15-én, 53 évesen a röntgensugárzás által okozott szövődményekben halt meg.[1]
- Lee Stackot 1924. november 19-én egy bérgyilkos lőtte le Kairóban.
- Arthur Mace 1928-ban halt meg, hat évvel később. Az igaz, hogy még csak 54 éves volt.
- Mervyn Herbert 1929. május 26-án maláriában halt meg.
- Richard Bethell 1929. november 25-én felgyújtotta az ágyát és megfulladt.
- Pilkington Bethell 1930. február 20-án öngyilkos lett.
- Edgar Steele 1930. február 24-én hasmenés okozta vérmérgezésben halt meg.
- Albert Lythgoe 1933-ban agyvérzést kapott.
- Ernest Budge-t 1934. november 23-án holtan találták az ágyában. A halál oka ismeretlen. 77 éves volt.
- James Henry Breasted 1935. december 2-án Streptococcus-fertőzésben hunyt el.
- Howard Carter tizenhét évvel a sír felnyitása után, 1939-ben, 65 éves korában hunyt el.
- Herbert Eustis Winlock, aki a múmiát kibontó tízfős munkacsoport vezetője volt, 1950. január 26-án, 65 évesen halt meg.

A névsor meggyőzőnek tűnhet. Azonban igen hosszú idő alatt halmozódtak a halálesetek, idős és beteg emberek haltak meg, politikai gyilkosságok történtek, és Carnarvont leszámítva épp a „főkolomposok” éltek legtovább, akik felnyitották a sírt és kiemelték a múmiát a sírból. Már az újságírók által kitalált „…gyors szárnyakon száll a halál…” szöveg is csak a szenzációhajhászásra utal, hiszen ezek a gyors szárnyak november 4-től április 5-ig kergették Carnarvont. A sír felnyitása alkalmával jelen lévő 26 emberből 17 év alatt heten haltak meg, a többiek csak közvetve kapcsolódnak ide.